# Kolonialkriget under första världskriget
Denna artikel behandlar kolonialkriget under första världskriget.

## Kina
Sedan Japans 15 augusti 1914 till Tyskland avgivna ultimatum förblivit obesvarat utfärdades dess krigsförklaring den 23 augusti. En expeditionskår om 23 000 man under general Kamio landsattes på Shandonghalvöns norra kust, och inom kort hade japanerna, trots Kinas protester, utbrett sig över hela halvön och besatt staden Jiaozhou. Expeditionskåren, förstärkt med japanska och engelska trupper, inneslöt 26 september med en belägringskår om 24 500 man (varav 1 500 engelsmän) huvudorten i det tyska området, det befästa Qingdao, från landsidan, medan en eskader om 4 slagskepp och 15 mindre fartyg inneslöt staden från sjösidan. Fästningens besättning utgjordes endast av 4 500 man marintrupper, vartill kom en liten eskader om 1 pansardäckskryssare och 6 mindre fartyg. Dess kommendant var kommendör ("kapitän zur see") Alfred Meyer-Waldeck. Sedan forten tystats och själva staden bombarderats under en veckas tid stormades den inre befästningslinjen natten till 7 november. Då tyskarnas förluster i döda och sårade uppgått till närmare en tredjedel av besättningsstyrkan ansåg kommendanten vidare motstånd lönlöst och överlämnade fästningen på hedrande villkor till general Kamio.
Den 18 januari 1915 framförde premiärministern Okuma Shigenobu och utrikesministern Kato Takaaki en lista på japanska krav till den kinesiska regeringen ledd av Yuan Shikai. De beryktade "21 kraven" var uppdelade i fem grupper och gick bland annat ut på följande: Kina skulle förbinda sig att på förhand godkänna den uppgörelse Japan skulle träffa med Tyskland om dess rättigheter i Shandong. Vidare skulle Kina lova att inte avstå eller utarrendera något område i Shandong till någon tredje makt. Japans från Ryssland 1905 övertagna arrenderätt till Port Arthur och Dalian (på 25 år från 1898) skulle utsträckas till 99 år och även omfatta järnvägarna i södra Manchuriet och från Andong till Mukden.

## Oceanien
Under loppet av augusti 1914 utsände brittiska regeringen från Nya Zeeland en expeditionskår som 29 augusti utan strid satte sig i besittning av de tyska Samoaöarna. I september besattes även, utan nämnvärt motstånd, Bismarckarkipelagen, de tyska Salomonöarna och Kejsar Vilhelms land. I oktober bemäktigade sig japanerna utan strid ögrupperna Marianerna, Karolinerna (med ön Jap) och Marshallöarna. Återstoden - några mindre öar - av Tysklands besittningar i Oceanien besattes under höstens lopp av japanerna.

## Afrika
Den tyska kolonin Togo på västkusten togs i slutet av augusti 1914 efter mindre strider i besittning av en engelsk truppstyrka (från Guldkusten) i förening med ett franskt detachement (från Dahomey).
I syfte att bemäktiga sig tyska kolonin Kamerun inföll i slutet av augusti 1914 3 engelska kolonner från Nigeria i kolonin, men samtliga blev tillbakaslagna. I september lyckades dock en kombinerad fransk-engelsk styrka inta kolonins vid kusten belägna huvudort Douala, varefter ett gerillakrig vidtog, som varade ända till 1 januari 1916 då de allierade, vilkas styrka efter hand ökats till 10 000 man, medan försvarskrafterna smält ihop från 7 000 till 3 000 man, efter en hård strid vid Jaunde trängde tyskarna in på neutralt (spanskt) område och besatte landet.

### Tyska Sydvästafrika
En engelsk expeditionskår tog i slutet av september 1914 i besittning de av tyskarna utrymda kustorterna Swakopmund och Lüderitzbucht, varpå större delen av kolonins stridskrafter, omkr. 5 000 man, drog sig tillbaka mot landets inre, där den befästa huvudorten Windhoek tjänade som stöd för försvaret. En engelsk kolonn som från Kapkolonin inföll i landet blev 26 september i grund slagen vid Sandfontein av en tysk styrka under överstelöjtnant von Heydebreck, varefter operationerna i södra delen av landet tills vidare upphörde på grund av boerupproret i förstnämnda koloni (se Tyska Sydvästafrika). Sedan upproret betvingats återupptogs i början av februari 1915 den engelska offensiven, nu under ledning av general Louis Botha. En truppstyrka om 30 000-40 000 man sydafrikanska trupper, delad i två kolonner, den ena under Bothas eget befäl, den andra under förre boergeneralen Jan Christiaan Smuts, ryckte från olika håll mot Windhoek, som besattes 12 maj. Försvarsstyrkan drog sig tillbaka i nordlig riktning mot Otavifontein (norr om Waterberg), där den, omkring 3 500 man stark, upphanns och tvangs till kapitulation 9 juli. Härmed var kolonins erövring fullbordad.

### Tyska Östafrika
Huvudstaden Dar es-Salaam bombarderades av en engelsk kryssare och besattes 13 augusti 1914. Huvuddelen av kolonins under överstelöjtnant Paul von Lettow-Vorbecks befäl stående skyddstrupper - omkr. 4 800 man, till största delen askari -, som då befann sig i kolonins nordligaste del, grep i början av september till offensiven och framryckte över gränsen till Brittiska Östafrika mot Ugandabanan och Mombasa, men möttes av överlägsna krafter och måste gå tillbaka. Å andra sidan blev en 2 november vid Tanga landsatt engelsk brigad i grund slagen och måste åter inskeppa sig. Under den följande vintern föreföll endast mindre strider på ömse sidor om gränsen. Först i mars 1916 återupptogs operationerna. En styrka av (enligt tysk uppgift) omkr. 100 000 man brittiska, belgiska och portugisiska trupper under överbefäl av general Jan Christiaan Smuts inföll då, delad i flera kolonner, från olika håll i kolonien och trängde efter hand de tyska stridskrafterna, som nu förstärkts till omkr. 14 000 man, tillbaka till koloniens sydöstra del, där de var samlade i november. Efter ett längre uppehåll i operationerna igångsatte de allierades nya överbefälhavare, general Arthur Reginald Hoskins, som i januari 1917 efterträtt Smuts, omedelbart en förnyad allmän offensiv, vilken föranledde von Lettow-Vorbeck att under loppet av [våren och sommaren efter hårda strider dra sig tillbaka till Mahongas högland, invid gränsen till Portugisiska Östafrika. I slutet av november måste dock von Lettow-Vorbeck, vars truppstyrka smält ihop till 2 000 man, vika för trycket af de allierades trupper - nu 40 000 man under befäl av general van Deventer - och återtåga in på portugisiskt område. Hela kolonin var härmed förlorad för tyskarna, men ännu ett år utförde den 1917 till generalmajor befordrade Paul von Lettow-Vorbeck, trotsande sina förföljare, strövtåg i Portugisiska Östafrika samt närliggande delar av Tyska Östafrika och Nordrhodesia. Slutligen sträckte han - på grund av vapenstilleståndet - med 1 300 man 14 november 1918 vapen vid Abercorn.